# Deutscher Soldatenfriedhof Laon-Bousson
Der Deutsche Soldatenfriedhof Bousson, auch Kriegsgräberstätte Bousson genannt, ist ein deutscher Soldatenfriedhof des Ersten Weltkriegs auf dem Gebiet der Gemeinde Laon im Département Aisne in Frankreich. Die Mehrheit der auf dem Friedhof Beigesetzten sind Soldaten, die in den Lazaretten der Stadt Verletzungen erlagen, die sie bei verschiedenen Schlachten auf dem Chemin des Dames in den Jahren 1917 und 1918 erlitten hatten.
Der Friedhof ist eine der beiden deutschen Kriegsgräberstätten in Laon; die andere ist der Soldatenfriedhof Champ de manœuvre.

## Lage
Der Friedhof befindet sich im Süden der Stadt Laon an der Ruelle Morlot.

## Geschichte
Der Friedhof wurde von den Deutschen im Jahr 1917 angelegt, um die Soldaten beizusetzen, die in jenem Jahr im Verlauf der (Zweiten) Schlacht an der Aisne getötet wurden. Die meisten der auf dem Friedhof beigesetzten Menschen wurden jedoch im Herbst 1917 in der Schlacht bei Malmaison sowie im Folgejahr 1918, während der deutschen Frühjahrsoffensive, während der Dritten Schlacht an der Aisne und während der alliierten Gegenoffensive, getötet.
Nach dem Waffenstillstand überführte der Französische Staat diejenigen Toten, die auf provisorischen Friedhöfen im Gebiet Laon beerdigt waren, auf diesen Sammelfriedhof.
Nach ersten Pflegemaßnahmen im Jahr 1929 übernahm der Volksbund Deutsche Kriegsgräberfürsorge nach dem Zweiten Weltkrieg ab 1966 die ständige Betreuung der Stätte als Erinnerungsort.

## Anlage
Auf der Kriegsgräberstätte Laon Bousson sind 2.653 Tote in Einzelgräbern bestattet. Die Grabstellen waren ursprünglich durch Holzkreuze gekennzeichnet; diese wurden 1973 durch Metallkreuze ersetzt. Die Gräber der hier beigesetzten zehn Gefallenen jüdischen Glaubens wurden statt mit einem Kreuz mit einer Grabstele aus Stein versehen.

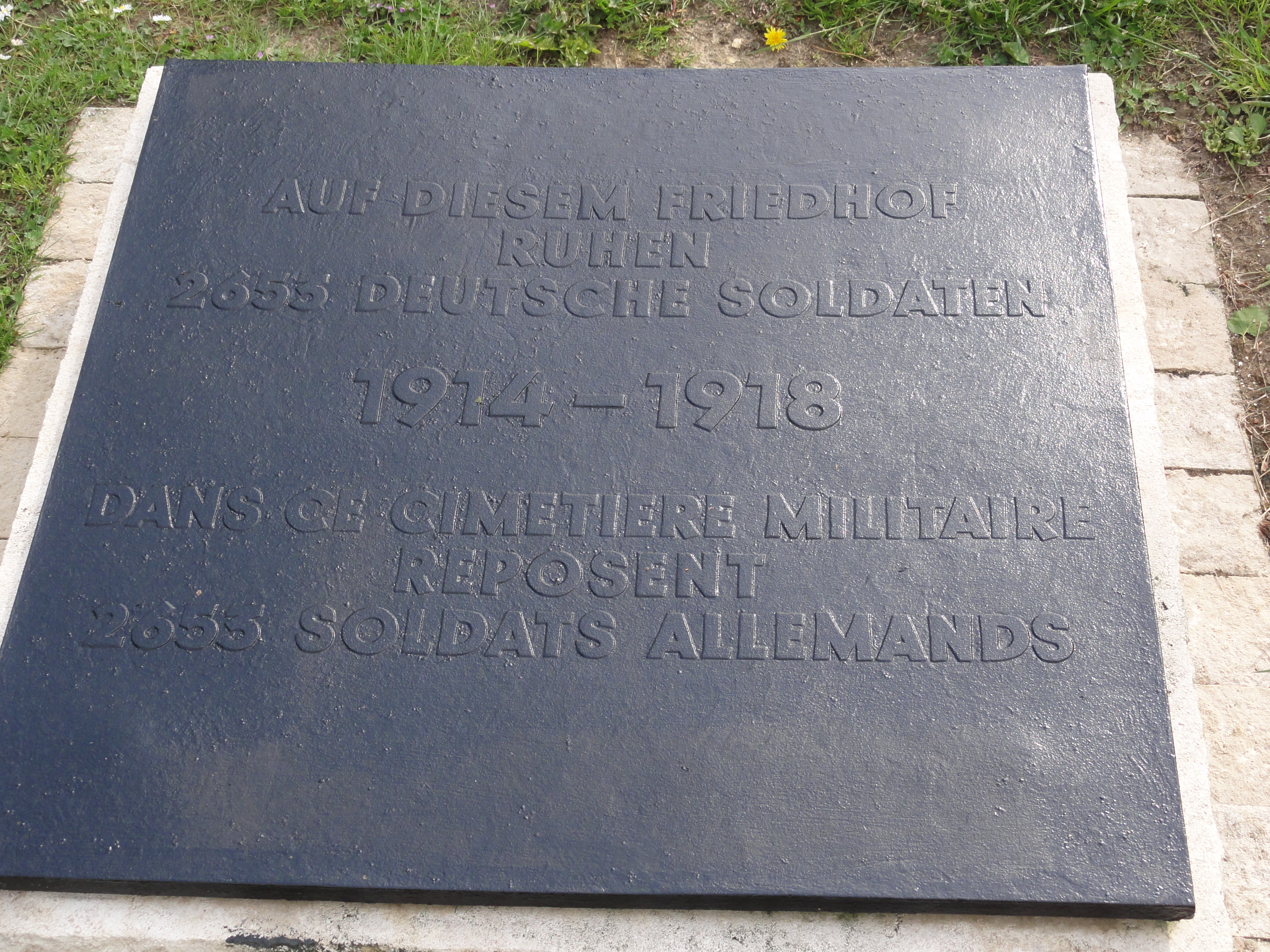
Tafel im Boden des Eingangsbereichs
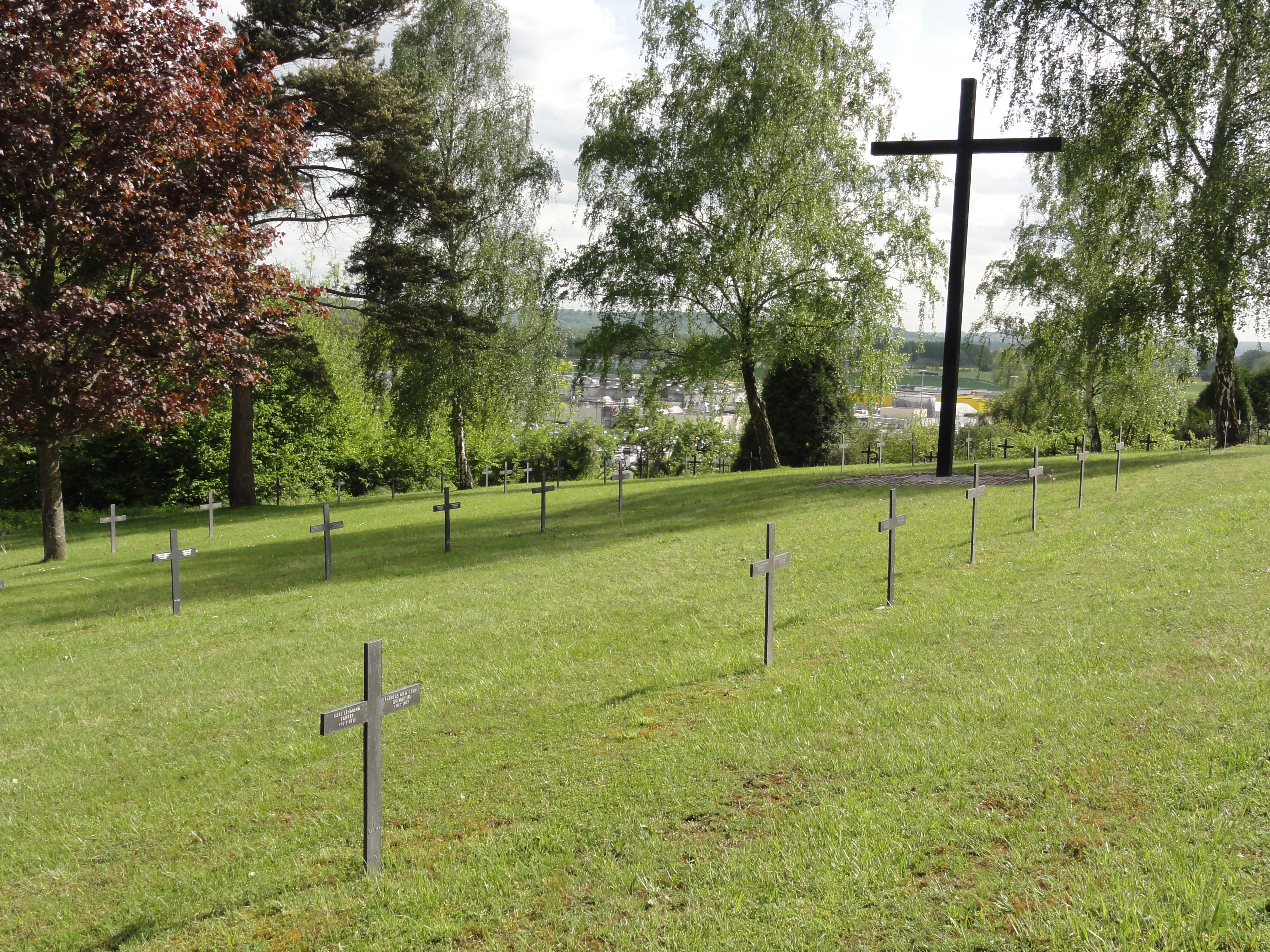
Das Hochkreuz des Friedhofs
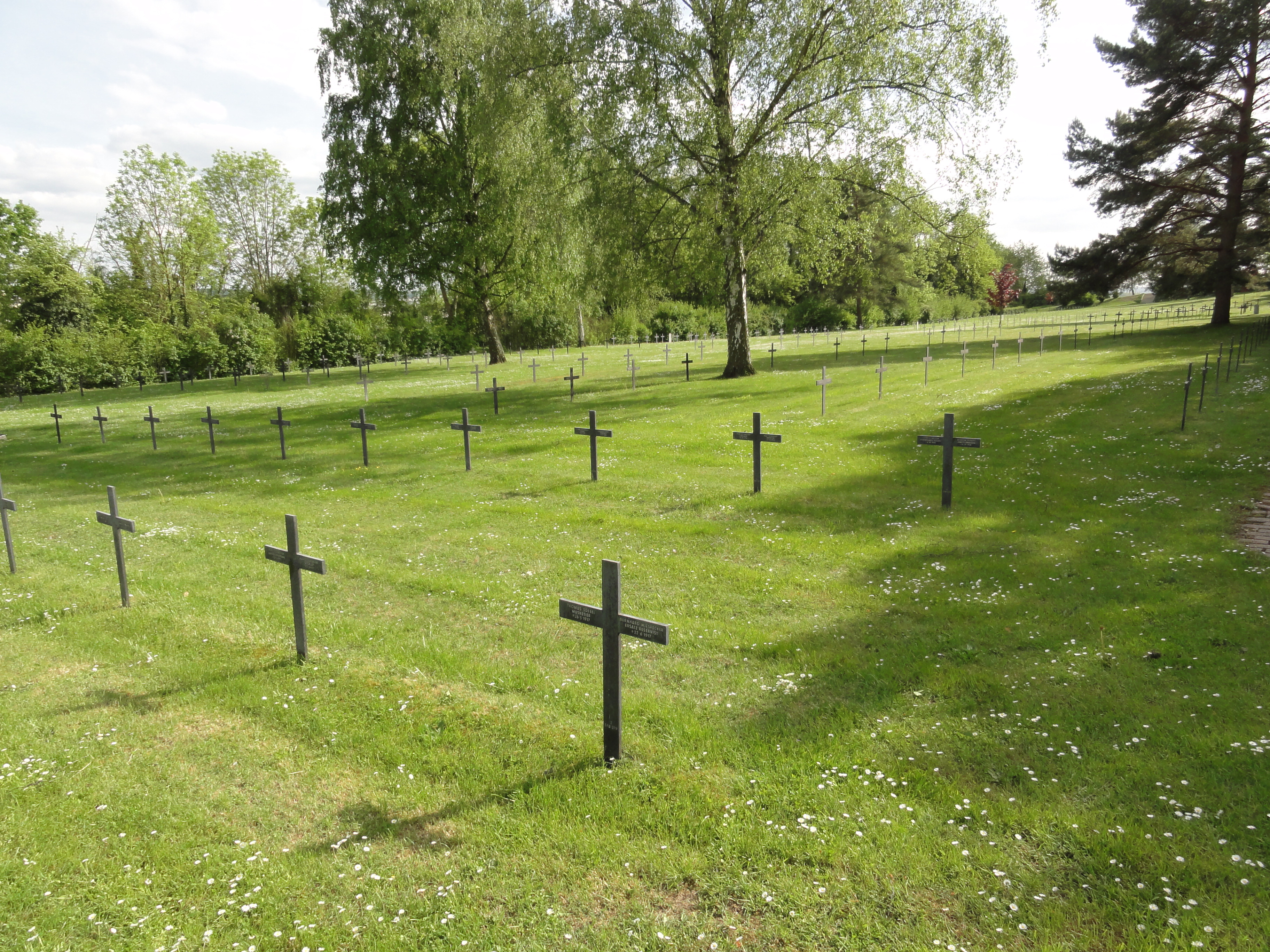
Gesamtsicht Kreuze
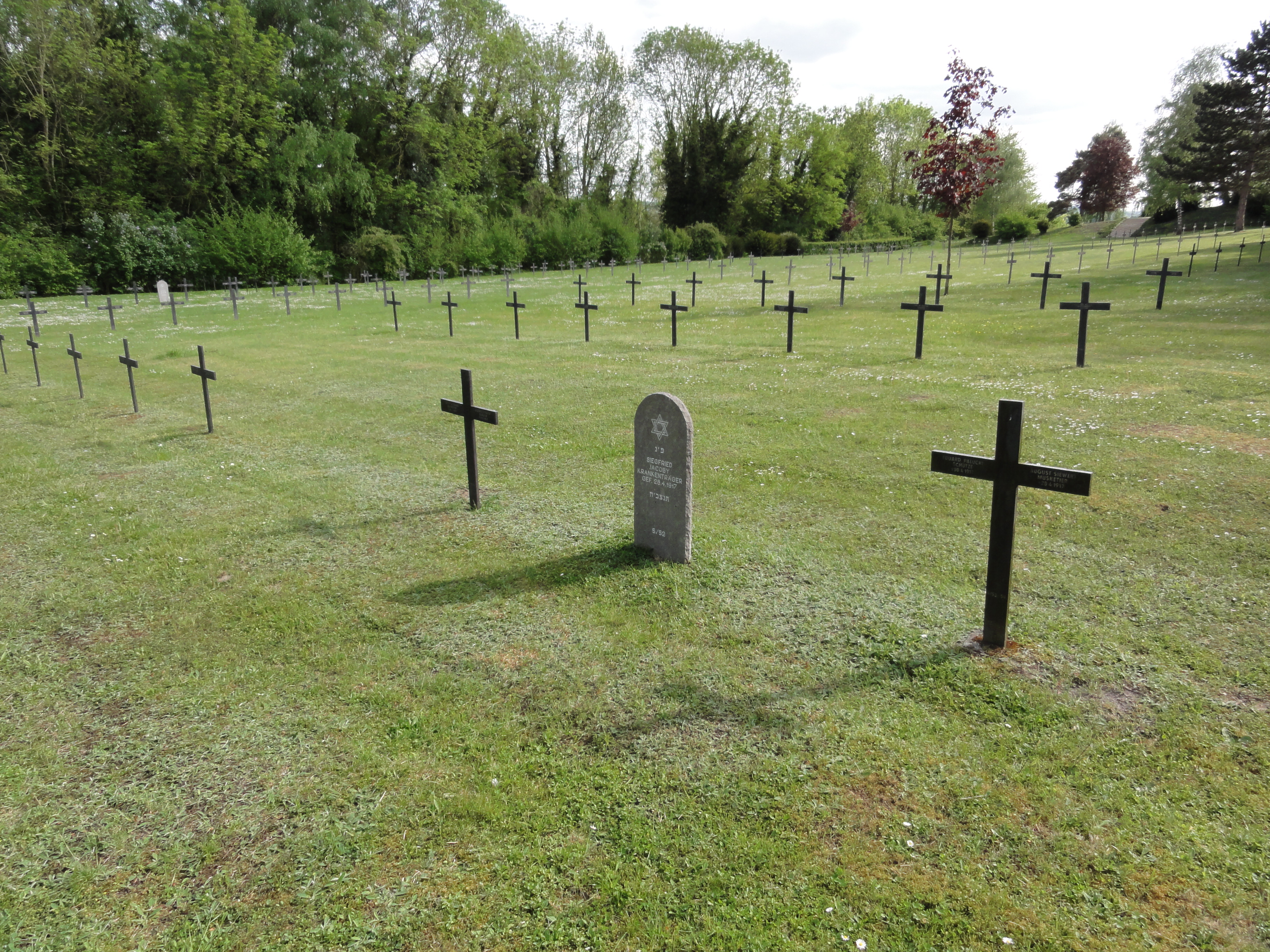
Gesamtsicht Kreuze und Grabstele
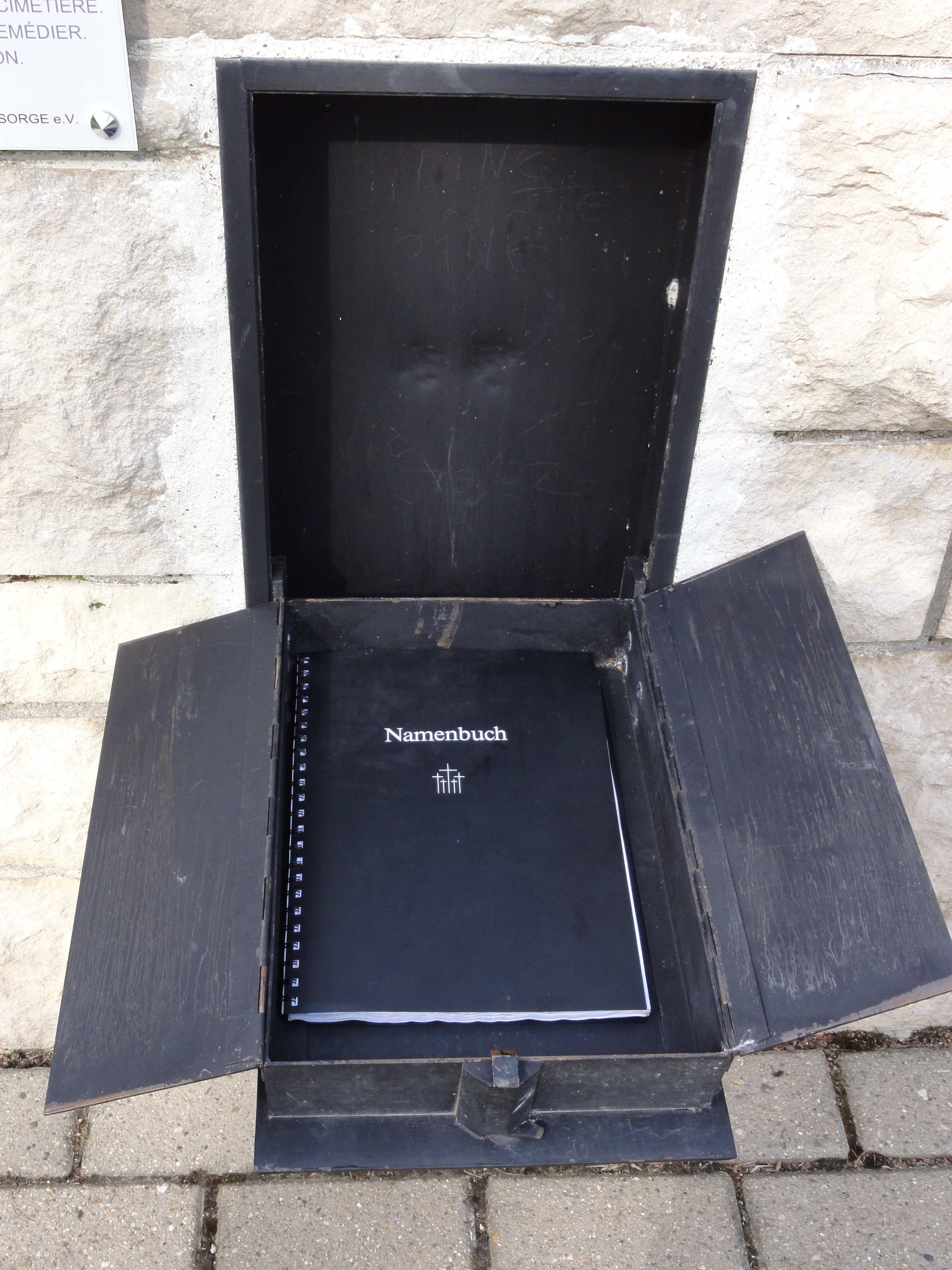
Namenbuch
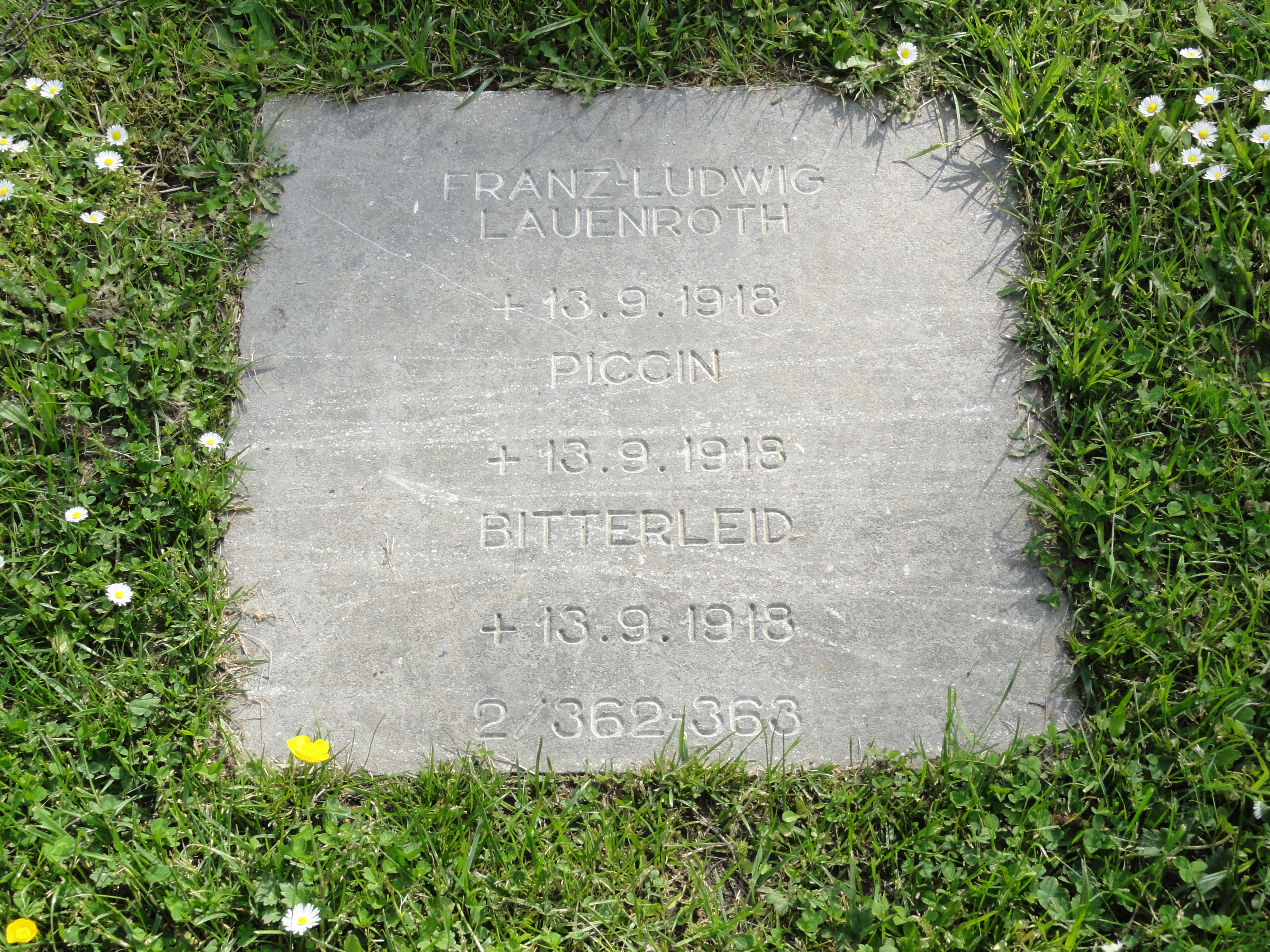
Liegender Grabstein für drei Soldaten
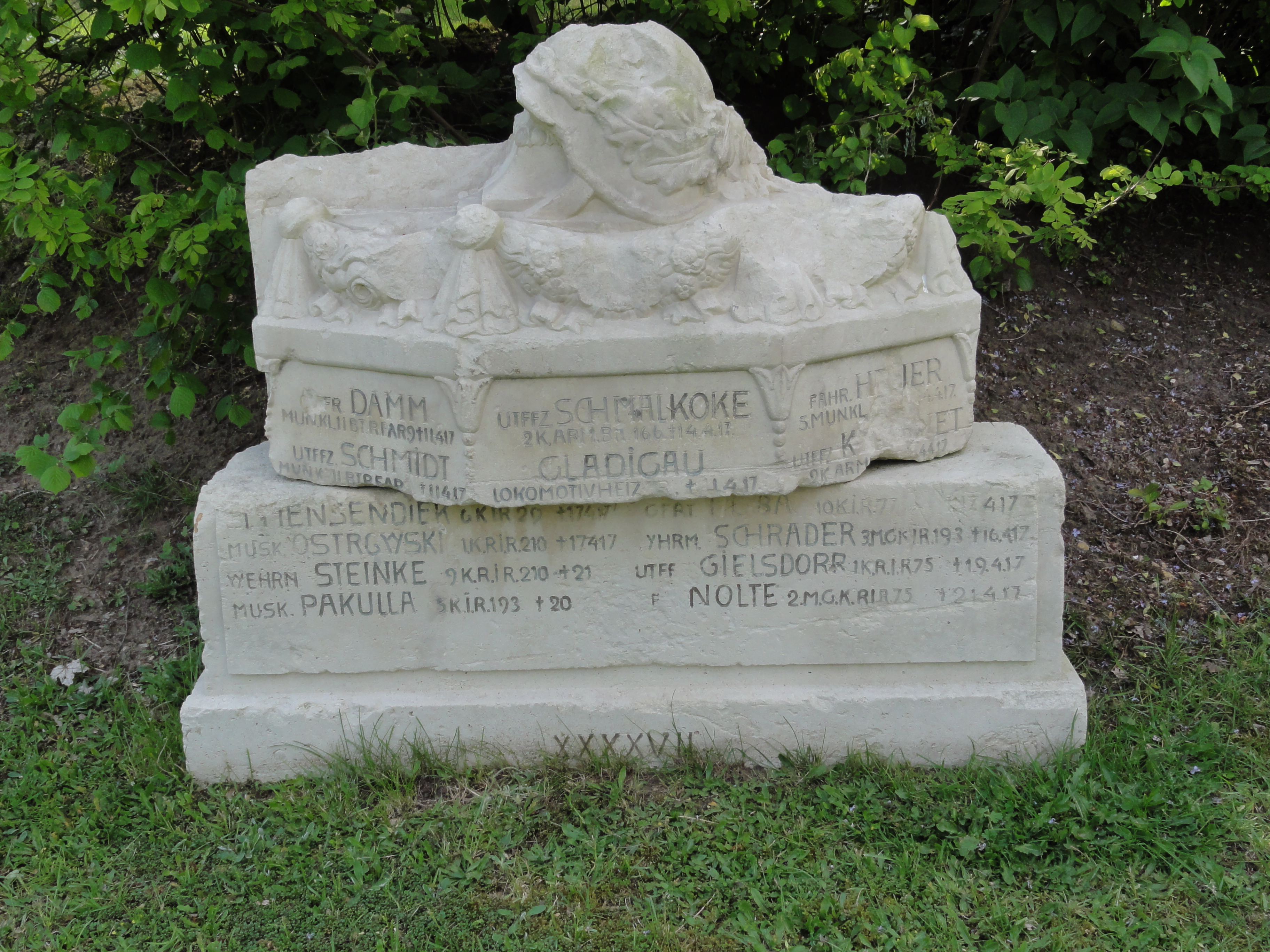
Reste eines gemeinsamen Grabsteines